# Yaguará
Yaguará – miasto w Kolumbii, w departamencie Huila.